# スクワイア
スクワイアまたはスクワイヤー (Squier) は、フェンダー社が使用しているブランドの1つで、主にフェンダーブランドに比べて安価なエレクトリックギターやエレクトリックベースに使用されている。
日本語表記は、スクワイアとスクワイヤーがある。

## 歴史
スクワイア/スクワイヤーのブランド名は、フェンダー社が1965年に買収した弦メーカーの「V.C. Squier Company」に由来する。フェンダー社は1970年代末から日本製の高品質かつ安価なコピーモデルとの競合に苦しみ、1982年に日本の神田商会や富士弦楽器製造（現在のフジゲン）と提携して「フェンダージャパン」「スクワイア/スクワイヤー」の2つのブランドを創設した。
スクワイア/スクワイヤーは当初、日本国内専売ブランドであったが、やがてフェンダー社はこれをヨーロッパ向けの廉価ブランドとして利用することを考え、最終的にはフェンダー社の廉価ブランドとして全世界に供給されるようになった。製造国も日本以外に拡大し、これまでにアメリカ、韓国、インドネシア、中国、メキシコ、インドでスクワイア/スクワイヤーが製造されている。
当初ヨーロッパに供給されていたのは、日本国内では「フェンダージャパン」ブランドで販売されていた製品で、「JV」（Japan Vintageの意）シリアルのフェンダージャパン、いわゆる「ジャパンヴィンテージ」に相当する。これは1984年まで供給され、高い評価を受けた。この時期のラインナップは1957年製および1962年製ストラトキャスター、1952年製テレキャスター、1957年製および1962年製プレシジョンベース、1962年製ジャズベースの公式コピーモデルである。その後、ロゴが現在の「Squier by Fender」に変更された。
スクワイア/スクワイヤーの製品がアメリカに供給されるようになったのは1983年である。これも自社のアメリカ工場製品では日本製のコピー商品に質と価格で太刀打ち出来なかったフェンダー社の苦肉の策であった。この時に1970年代モデルの製品がラインナップに追加されている。更に「バレット」（ストラトボディにテレキャスターネックのギター）などの廉価モデルも追加された。
1985年以降は古い時代のモデルの公式コピー以外に、現代的なスペックの製品を販売。2002年には7弦ギター、2006年には「ハローキティ」ストラト（ピンクとブラックの2色のボディに白のピックガードがキティちゃんの顔に切り加工されたもの。ピックアップはリアにギブソン型ハムバッカーのみでコントロールは1ボリューム）も発売している。

## オリジナル・モデル
スクワイア・スーパーソニック
1990年代後半に展開していたスクワイア/スクワイヤー・ビスタ・シリーズ (Squier Vista Series)のひとつとして発売。日本の東海楽器が生産を担当していた。
スクワイア・ジャグマスター

## 使用ミュージシャン
スティーヴ・ロザリー（マリリオン）
1985年にロンドンで中古で購入した黒いボディに黒いピックガードのストラトキャスターを1987年から1998年までメインギターとして使用。ピックアップはEMGのSAに換装されている。またわざわざ日本から取り寄せたJVシリアルの黒ボディ・白ピックガードも使用。ロザリーはこのJVを、自分がこれまでに弾いてきたオリジナルのヴィンテージ・フェンダー・ストラトキャスターたちと同じ音が出る銘器と評している。
フランシス・ダナリー（元イット・バイツ）
白いボディの日本製スクワイア・ストラトキャスターを使用。ヘッドストックは1970年代型の「ラージヘッド」で指板はローズウッド。リア・ピックアップはディマジオ社のX2Nに換装されている。ちなみに彼のメインギターはこの個体の他、黒いフェンダージャパンのスモールヘッドのストラトキャスター（リア・ピックアップは同じくX2N）、更に「Eat Me in St.Louis」ツアーではフェルナンデス社のFR65（メイプルボディ、メイプルネックにSSHレイアウト、フロイド・ローズ・トレモロユニット装着でピックガードレスの黒ボディ。ネックおよびヘッドストックも黒塗りつぶし）など日本製ギターばかりである。
ジェフ・ヒーリー
1980年代初期のJVシリアルの黒いストラトキャスターをデビュー時から愛用。ピックアップはエヴァンスに換装。
ロブ・ハリス（ジャミロクワイ）
日本製のストラトキャスターを使用。ピックアップはキンマンに換装。